# Aethalopteryx
Aethalopteryx is een geslacht van vlinders van de familie van de houtboorders (Cossidae). De wetenschappelijke naam en de beschrijving van dit geslacht zijn voor het eerst gepubliceerd in 1990 door Johan Willem Schoorl.

## Soorten
- A. anikini Yakovlev, 2011
- A. atriplaga (Le Cerf, 1919)
- A. atrireta (Hampson, 1910)
- A. dictyotephra (Clench, 1959)
- A. diksami Yakovlev & Saldaitis, 2010
- A. elf Yakovlev, 2011
- A. forsteri (Clench, 1959)
- A. gazelle Yakovlev, 2011
- A. grandiplaga (Gaede, 1930)
- A. gyldenstolpei (Aurivillius, 1925)
- A. kisangani Yakovlev, 2011
- A. masai Yakovlev, 2011
- A. mesosticta (Hampson, 1916)
- A. nilotica Yakovlev, 2011
- A. obscurascens (Gaede, 1930)
- A. obsoleta (Gaede, 1930)
- A. pindarus (Fawcett, 1916)
- A. politzari Yakovlev, 2011
- A. rudloffi Yakovlev, 2011
- A. schoorli Yakovlev, 2020
- A. simillima (Hampson, 1916)
- A. simplex (Aurivillius, 1905)
- A. spurrelli Yakovlev, 2020
- A. squameus (Distant, 1902)
- A. steniptera (Hampson, 1916)
- A. strohlei Yakovlev, 2020
- A. sulaki Yakovlev, 2011
- A. tristis (Gaede, 1915)
- A. wiltshirei Yakovlev, 2009